# Microgobius signatus
Microgobius signatus är en fiskart som beskrevs av Poey, 1876. Microgobius signatus ingår i släktet Microgobius och familjen smörbultsfiskar. Inga underarter finns listade i Catalogue of Life.